# Cerisy
Cerisy is een gemeente in het Franse departement Somme (regio Hauts-de-France) en telt 419 inwoners (2004). De plaats maakt deel uit van het arrondissement Péronne. Het dorp ligt aan de Somme.

## Geografie
De oppervlakte van Cerisy bedraagt 11,0 km², de bevolkingsdichtheid is 38,1 inwoners per km².
De onderstaande kaart toont de ligging van Cerisy met de belangrijkste infrastructuur en aangrenzende gemeenten.

## Demografie
Onderstaande figuur toont het verloop van het inwonertal (bron: INSEE-tellingen).

1. ↑  Populations de référence 2022.